# بوکسدورف
بوکسدورف (به آلمانی: Bocksdorf) یک منطقهٔ مسکونی در اتریش است که در ناحیه گوسینگ واقع شده‌است. بوکسدورف ۷۸۵ نفر جمعیت دارد.